# Station Nesle (Somme)
Station Nesle is een spoorwegstation in de Franse gemeente Nesle.